# Лю Е
Лю Е (*刘鹗, 18 жовтня 1857 —23 серпня 1909) — китайський письменник, вчений та політик часів занепаду династії Цін.

## Життєпис
Походив з чиновницької родини. Народився у м. Даньту (частина сучасного міста Чженьцзян, провінція Цзянсу). Дитиною разом з батьком перебрався до м. Тайнань, сучасний округ Хуайань, провінція Цзянсу). Отримав класичну освіту, проте відмовився від проходження державних іспитів. Разом з тим став активно вивчати водне господарство, математику, медицину, епіграфіку, астрономію. Тривалий час подорожував містами уздовж ріки Хуанхе.
У 1880 році став викладачем в Янчжоуській школі. тут Лю Е сповідував принцип вивчення західних досягнень. У 1884 році у м. Хуайань відкрив тютюновий магазин, проте виявився невдалим бізнесменом. Незабаром магазин довелося закрити. Згодом відкрив у Шанхаї книгарню. У 1887 році поступив на роботу до губернатора провінції Хенань. У 1888 році брав участь у відновлені гребель та іригаційних споруд на річці Хуанхе. Під час китайсько-японської війни 1894–1895 років перебирається до Пекіна, де розробляє проекти модернізації Китаю.
У 1900 році після придушення повстання іхетуаней займався доставкою їжі до голодуючого населення Пекіну. За свої виступи проти чиновників у 1908 році відправлений до м.Урумчі (Сіньцзян), де наступного року помер від крововиливу у мозок. Поховано Лю Е у м. Хуайань.

## Наукова діяльність
Лю Е вивчав старовинні артифакти. Особливо він цікавився кістками для ворожби, здебільшого часів династії Шан. Їх він зібрав 5 тисяч фрагментів. У 1903 році вийшла друком його праця, в який подається опис 34 кісткам для ворожби.
Суттєвим є доробок Лю Е у сфере водного господарства (8 книг). У 1894 році він випустив найзначу книгу в цьому напрямку — «Сім принципів приборкання річок», де йдеться зокрема про спорудження гребель, іррігаційних систем, догляд за ними.